# Jan van Dort
Jan „Joop” Leendert van Dort (ur. 25 maja 1889 w Heemstede, zm. 1 kwietnia 1967 w Lejdzie) – piłkarz holenderski grający na pozycji napastnika. W swojej karierze rozegrał 5 meczów w reprezentacji Holandii.

## Kariera klubowa
W swojej piłkarskiej karierze van Dort grał w klubie AFC Ajax. W sezonach 1917/1918 i 1918/1919 wywalczył z Ajaksem dwa tytuły mistrza Holandii. W sezonie 1916/1917 zdobył z nim Puchar Holandii.

## Kariera reprezentacyjna
W reprezentacji Holandii van Dort zadebiutował 5 kwietnia 1920 roku w wygranym 2:0 towarzyskim meczu z Danią, rozegranym w Amsterdamie. W 1920 roku zdobył brązowy medal na Igrzyskach Olimpijskich w Antwerpii. W 1920 roku rozegrał w kadrze narodowej 5 meczów.